# Parklind
Parklind (Tilia x europaea),  eller Kejser-Lind ofte skrevet park-lind, er et stort, løvfældende træ med en regelmæssigt kegleformet krone og lige, gennemløbende stamme. Hovedgrenene er svære og buet overhængende. Planten er en krydsning mellem småbladet og storbladet lind.

## Beskrivelse
Barken er først grøn (eventuelt rød på solsiden) og glat. Senere bliver den matgrå og ru, og til sidst får den fine furer og brede kamme. Knopperne er spredte, ægformede og rødbrune (grønne på vanris).
Bladene er skævt hjerteformede med rundtakket eller savtakket rand. Oversiden er matgrøn, mens undersiden er lysere og næsten helt glat, bortset fra små hårtotter ved ribbevinklerne. Blomsterne er samlet i hængende stande med ét fælles højblad. De enkelte blomster er gulhvide og duftende. Frugterne er bredt ægformede, behårede og svagt ribbede.
Rodnettet består af et hjerteformet system af dybtgående hovedrødder og et højtliggende, næsten filtet sæt af smårødder. Træet kan som enkeltindivid næsten fortsætte uendeligt, fordi de mange stødskud hurtigt vokser op til nye træer omkring modertræet.
Højde x bredde og årlig tilvækst: 30 x 15 m (40 x 30 cm/år).

## Hjemsted
En krydsning har intet hjemsted, men netop denne formodes at være naturligt opstået i Centraleuropa som et afkom af småbladet og storbladet lind. Den har derfor vokset vildt i det fælles, centraleuropæiske skovområde.

## Massedød af humlebier
Siden 1700-tallet har man observeret store mængder døde og døende humlebier under parklind i blomstringstiden, især i tørre somre. Fænomenet ses ikke hver sommer, og årsagen er ukendt. Flere teorier er fremsat, såsom at at lindetræer, både enkeltarter (parklind og sølvlind), og også enkelte træer, producerer forholdsvis meget af sukkerarten mannose, som humlebier ikke kan fordøje. Teorien er, at i varmt og tørt vejr stiger mannose-andelen af nektaren, hvad bier tåler, men ikke humlebier. En anden teori er, at træerne tømmes for nektar, så humlebierne sulter ihjel. De fleste lindetræer udskiller duftstoffer, der tiltrækker humlebier og andre bestøvende insekter, så der er ofte hektisk aktivitet omkring blomsterne. Når blomsterne er tomme for nektar, flyver bierne videre, mens humlebier bliver i træet pga duftstofferne.
To studier om sagen, en norsk og en engelsk, blev offentliggjort i 2017. Den findes ingen bevis for, at lindenektar indeholder mannose eller andre giftstoffer, så den teori kan afvises. Det ville også være underligt, om et insektbestøvet træ forgiftede sine vigtigste bestøvere. Muligvis lokkes humlebierne til blomsterne af duftstoffer og koffein, efter at nektarproduktionen er nedsat, men det har ikke kunnet påvises. Sult eller alderdom er den mest sandsynlige dødsårsag. En tysk studie påviser, at 76 % af døde humlebier under sølvlind har predatorskader (fra fugle eller hvepse), og i en studie utført i Trondheim, var henved 90 % af døde humlebier under lindetræer påført skader af fugle.